# Ylinen Sieppijärvi
Ylinen Sieppijärvi är en sjö i Finland. Den ligger i kommunen Kolari i landskapet Lappland, i den norra delen av landet, 800 km norr om huvudstaden Helsingfors. Ylinen Sieppijärvi ligger 149,5 meter över havet. Arean är 2,05 kvadratkilometer och strandlinjen är 7,67 kilometer lång. Sjön  ingår i Torne älvs huvudavrinningsområde. 